# 院殿号
院殿号（いんでんごう）は、戒名のひとつ。本来は院号の下位だが、江戸時代以降、実質上の権力者が院殿号を用いたため、事実上の最高位の諡号とされている。

## 院殿号
戒名における院殿号のはじまりは足利尊氏にはじまるといわれている。上皇や女院など皇族に相当する院号を避けて等持院殿という諡号を用いたことから、院殿号が戒名の一種として用いられるようになった。院号が皇族以外の身分の者にも比較的広く用いられるようになったのに対し、院殿号は歴代将軍をはじめ大名に限られ用いられるようになったことで、希少性の点から逆転し、いつしか最高位の戒名として認識されるようになってきた。
今日、院殿号は内閣総理大臣経験者をはじめとする政治家、指導的役割を果たす職業、地域の名家や功労者などに対し贈られるとされる。戒名の謝礼の相場としても、院号が20万円から100万円程度といわれるが、院殿号は500万円ほどであるといわれている。戒名としては法号最高位の院殿号と位号最高位の大居士(男性の場合、女性は大姉)と合わせて諡されることが最も格式高いとされることから、院殿大居士と俗称されることも多い。また、院殿号を受けた場合にも位号が居士号となる場合もあり、法号位号ともに最高位を占める院殿大居士が貴重とされる。
近年は、封建的な由緒を持つ格式やそれを尊重する価値観が時代とそぐわない面もあり、また特権階級的な戒名を家系や布施に応じて授与する慣例が仏教本来の教えに背くという批判から、仏教界においては議論のあるところでもある。